# Sidmouth
Sidmouth (pronunțat /ˈsɪdməθ/) este un oraș în comitatul Devon, regiunea South West, Anglia. Orașul se află în districtul East Devon a cărui reședință este. 